# Place Charles-Hernu
La place Charles-Hernu est une place située sur la commune de Villeurbanne.

## Situation et accès
Limitrophe des frontières nord-est de Lyon, elle se situe sur le cours Émile-Zola, prolongement historique de la voie du cours Vitton de l'entrée de Lyon.
La place Charles-Hernu symbolise le passage de la ville de Villeurbanne à celle de Lyon. Même si les frontières administratives des deux villes ne se situent pas exactement sur les dalles de la place, il est coutume de dire qu'il faut traverser la place pour passer de Lyon à Villeurbanne et vice-versa.
Très fréquentée de jour comme de nuit, la place Charles-Hernu, pôle de restauration rapide, n'est pas considéré, contrairement à la place des Terreaux ou la place Bellecour, comme un lieu pour flâner.
Transports

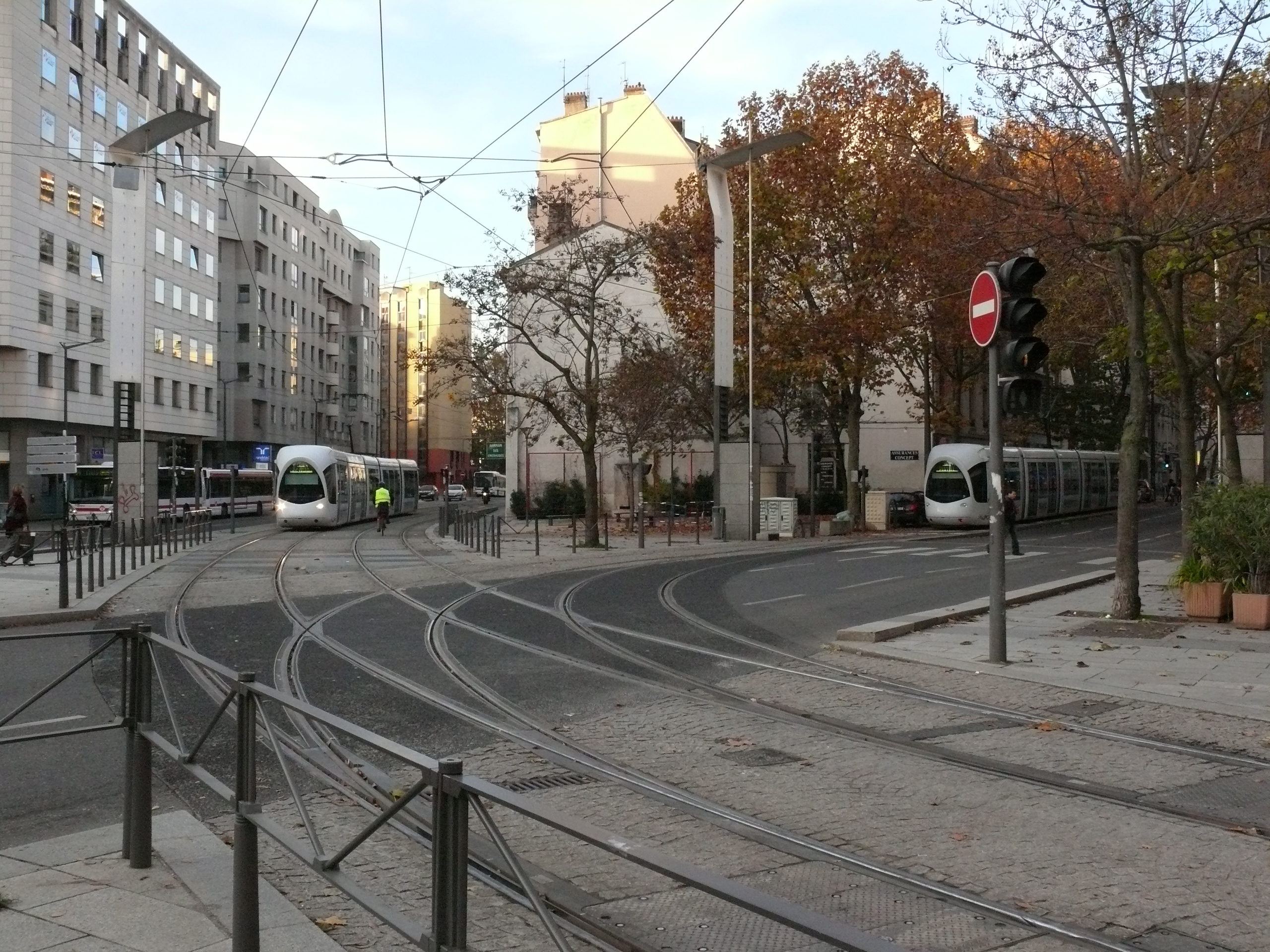
Les voies du tramway sur la place

La place Charles-Hernu est un important nœud de connexions des transports en commun lyonnais. Le pôle Charpennes Charles-Hernu met en correspondance :
- les lignes de métro    fréquentées respectivement par 35 900 et  24 300 voyageurs par jour en 2017[1].
- les lignes de tramway    fréquentées respectivement par 8 900 et 6 700 voyageurs par jour[2].
- les lignes de bus     et    .

Elle est aussi traversée de plusieurs voies à fort trafic automobile, qui, outre le cours Émile-Zola et le cours Vitton, permettent la desserte des quartiers nord de Villeurbanne (La Doua, Croix Luizet).

## Origine du nom
Elle porte le nom  du député-maire de Villeurbanne, et ministre de la Défense Charles Hernu (1923-1990).

## Historique
La place s'appelait initialement « place de la Bascule », en souvenir d'un poste de perception fiscale pour les marchandises (la bascule étant une balance utilisée par les percepteurs). Elle est baptisée « place Gabriel-Péri » à la libération, puis « place Charles-Hernu » par délibération du conseil municipal du 17 décembre 1990 (soit onze mois après la mort de l'ancien maire). Dans le même temps, la Grande-rue des Charpennes est rebaptisée rue Gabriel-Péri.

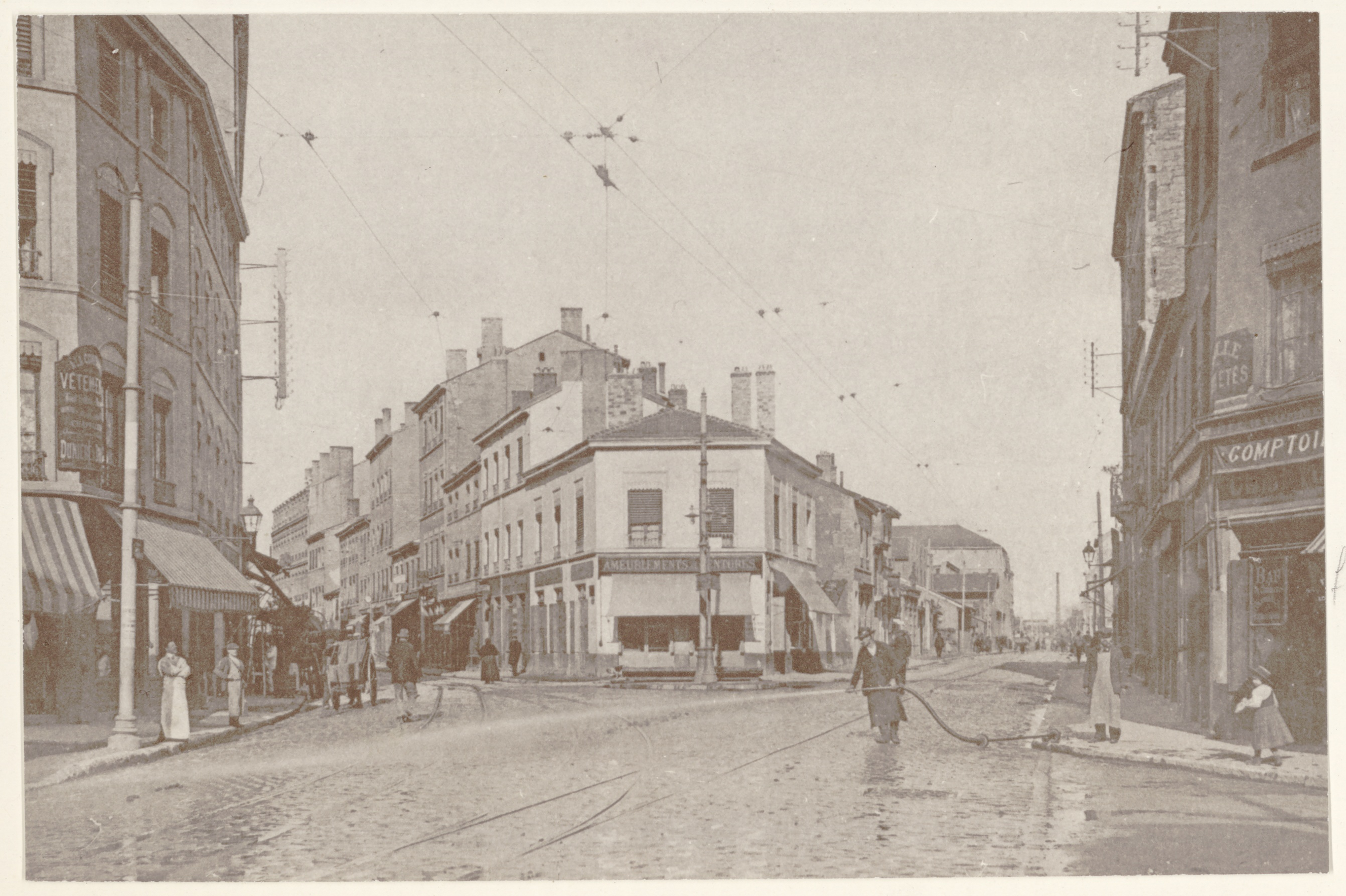
La place de la Bascule vers 1900

Contrairement à une idée largement répandue, cette place ne s'est jamais appelée place des Charpennes, dénomination de l'actuelle place Wilson, bien que beaucoup de Lyonnais appellent cette place ainsi, probablement à cause de la présence de la station de métro Charpennes - Charles Hernu.

## Bâtiments remarquables et lieux de mémoire

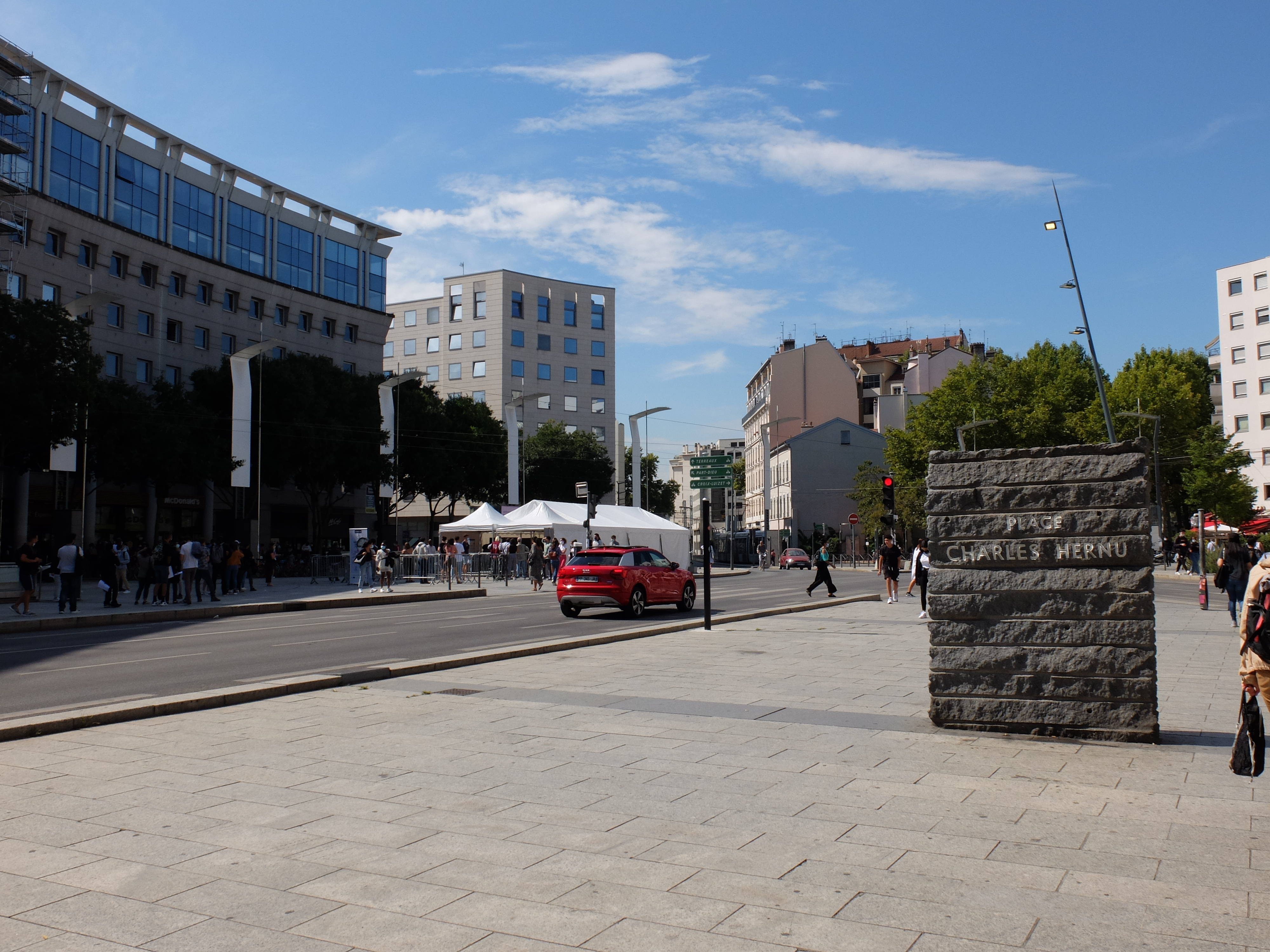
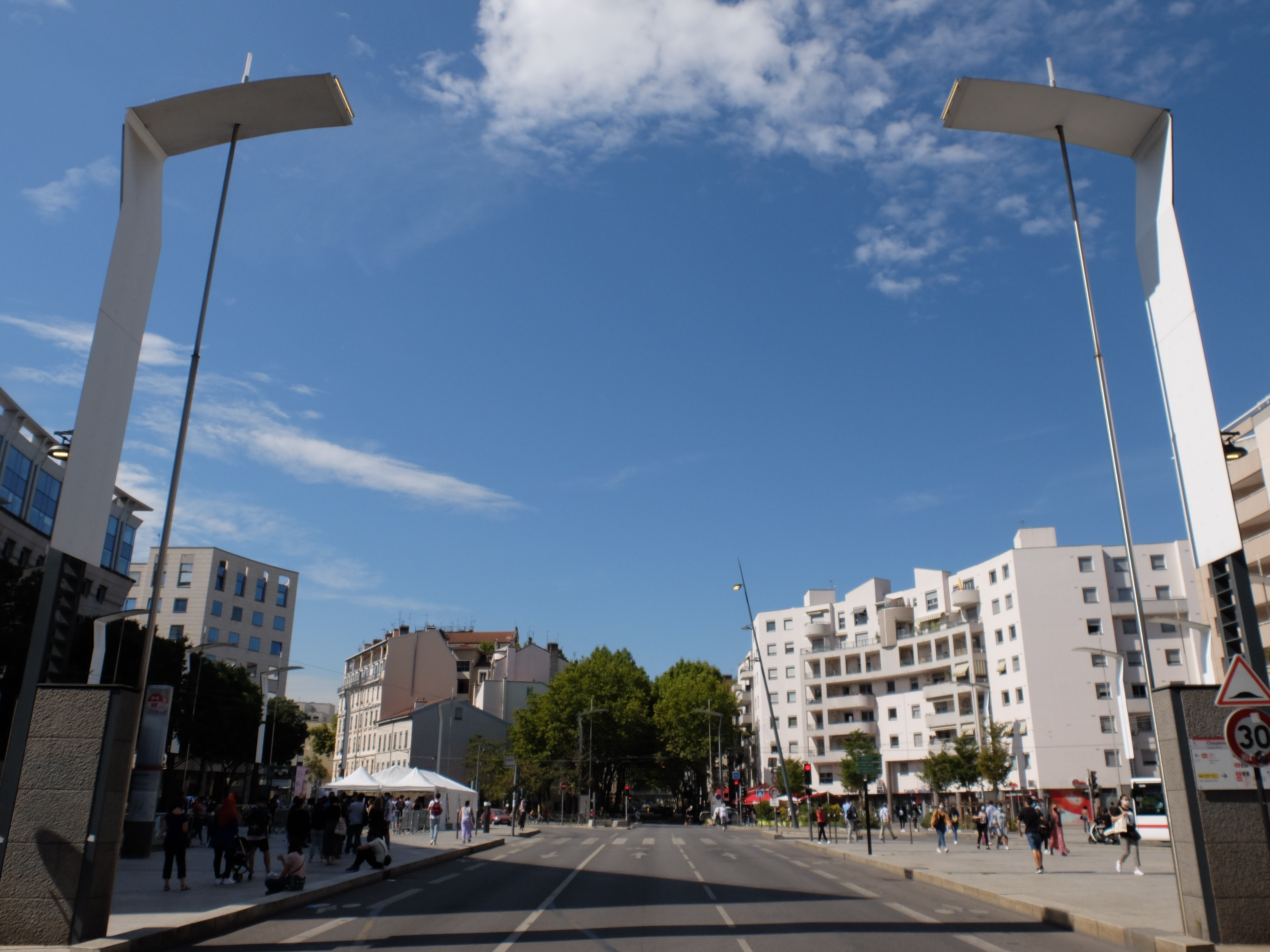
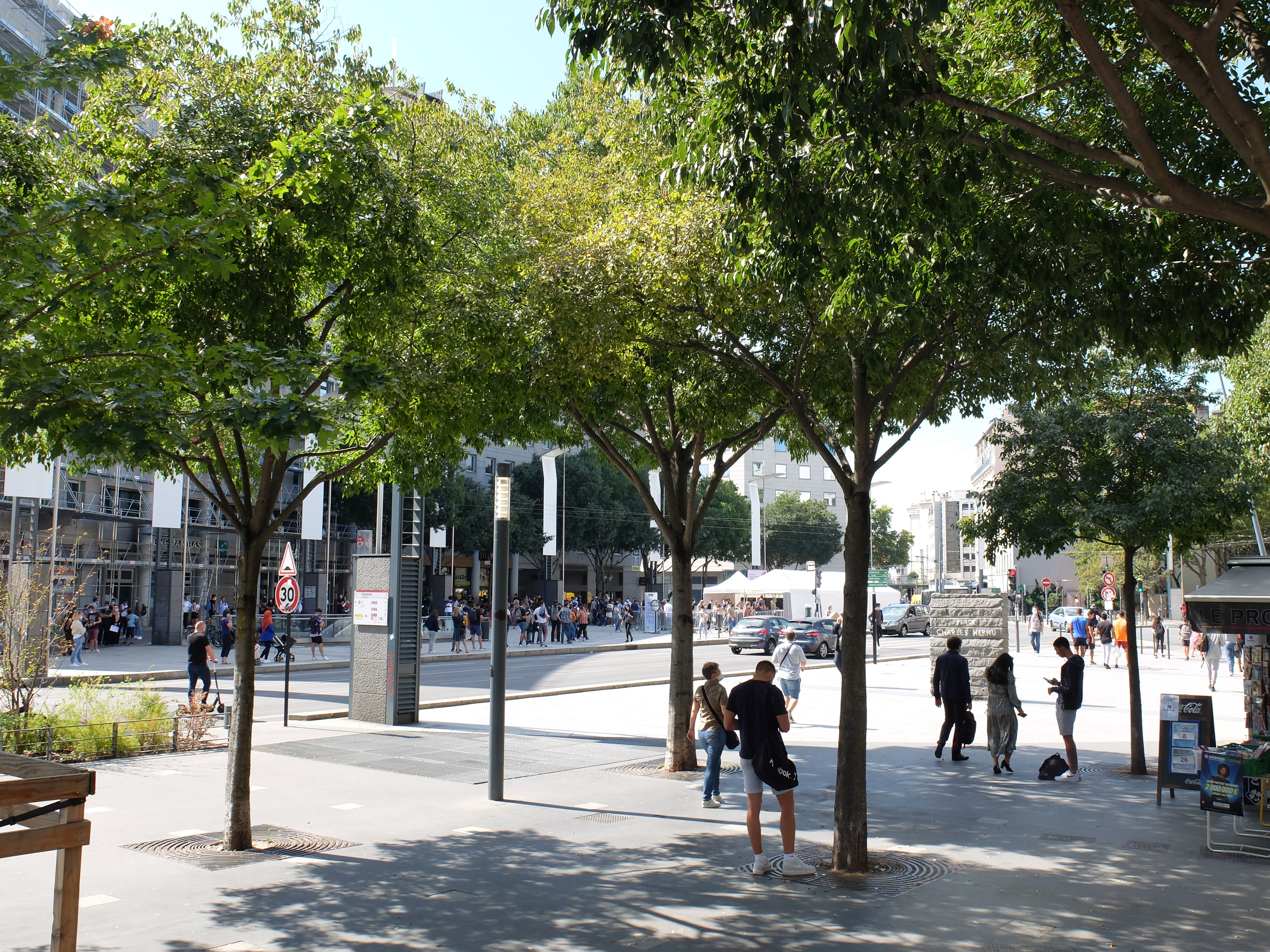